# Passare (TV-produktion)
Passare kallas den person som sköter filmkamerans förflyttning under film- och TV-produktioner, till exempel när kameran är monterad på en kamerakran eller en kameravagn. Vid mindre produktioner har i stället filmfotografen totalansvaret. Passarens assistent kallas på engelska grip best boy.